# 奥卡万戈三角洲
奥卡万戈三角洲（Okavango Delta，或譯奥卡凡哥），亦称“奥卡万戈沼泽”，位于博茨瓦纳北部，面积约15,000平方（5,800平方英里），是世界上最大的内陆三角洲，由奥卡万戈河注入卡拉哈里沙漠而形成，大部分水通过蒸发和蒸腾作用而流失。每年大约有11立方（2.6立方英里）的水灌溉三角洲15,000平方（5,800平方英里）的土地，剩下的水会流入恩加米湖。该地区曾经是马卡迪卡迪湖的一部分，该湖泊在全新世早期几乎全部干涸。

## 地理

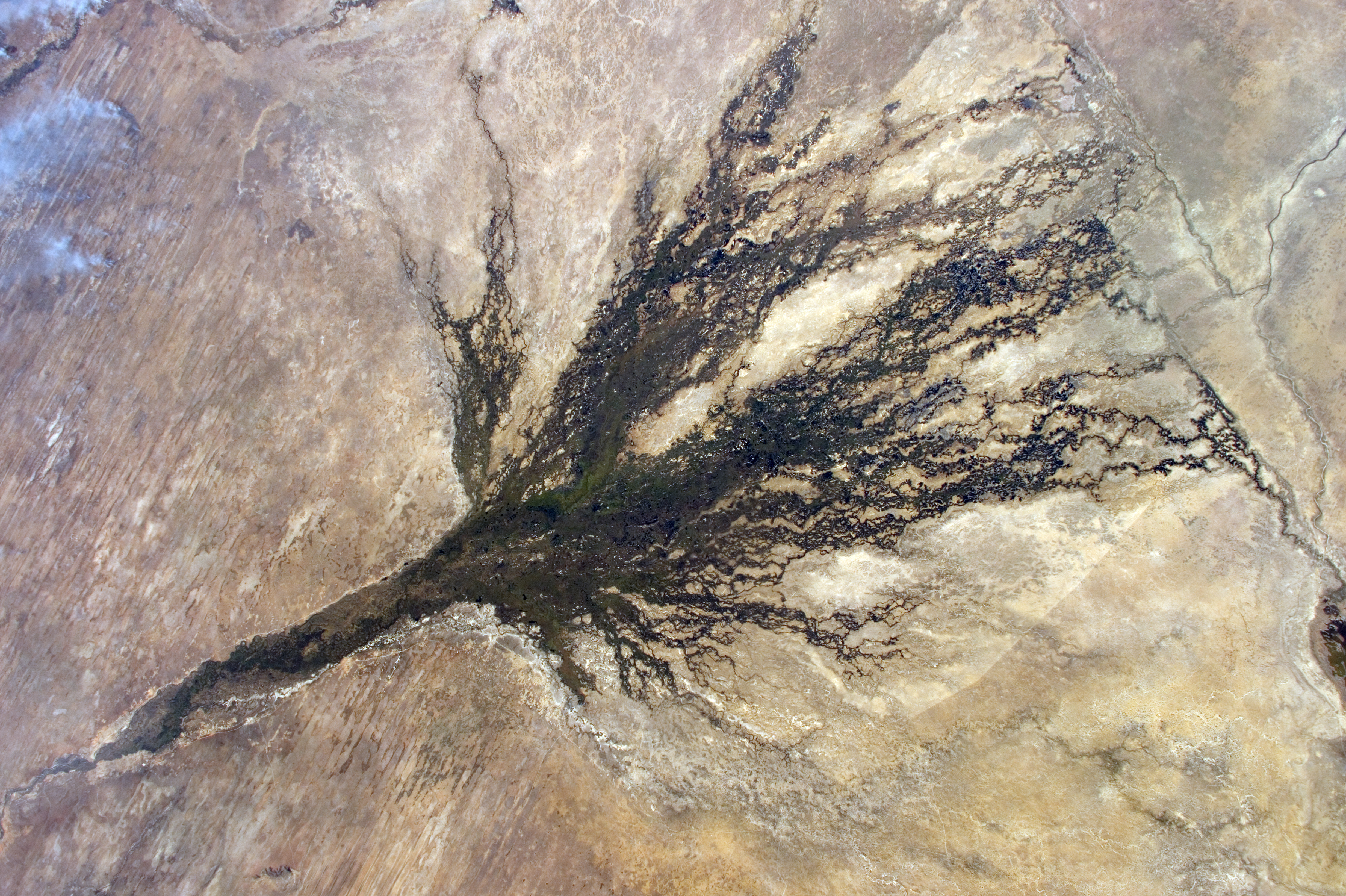
2016年8月從國際太空站拍攝的奧卡萬戈三角洲

奥卡万戈三角洲由季节性的泛滥形成，奥卡万戈河季节变化明显，洪峰在6至8月间，每年约有11立方千米的水流入三角洲。由于三角洲地区地势平坦，其海拔高度變化小於2 m，约60%的水资源因植物的蒸腾作用消失。另有36%因蒸发流失，2%渗入地下，2%汇入恩加米湖。
三角洲中大約70%的島嶼最初是白蟻（主要為大白蟻屬）蟻丘，然後樹木在土丘上生根，攔截泥沙形成島嶼。酋長島是三角洲最大的島嶼，由一條斷層線形成，長70公里、寬15公里。當水位上漲時，它為大部分常駐野生動物提供了避難所。
12月至2月是炎熱潮濕的月份，白天溫度高達40 °C，夜晚溫暖，濕度在50%和80%之間變動。從3月到5月，氣溫下降，白天最高溫度為30 °C，夜間溫度溫和至涼爽。6月至8月的冬季乾燥涼爽，日落後溫度會大幅下降，夜晚可能出奇的寒冷，氣溫僅略高於冰點。9月至11月期間進入雨季，10月對遊客來說是最具挑戰性的月份：白天的氣溫通常會超過40 °C，而乾燥只是偶爾會被突然的暴雨打破。

## 生態

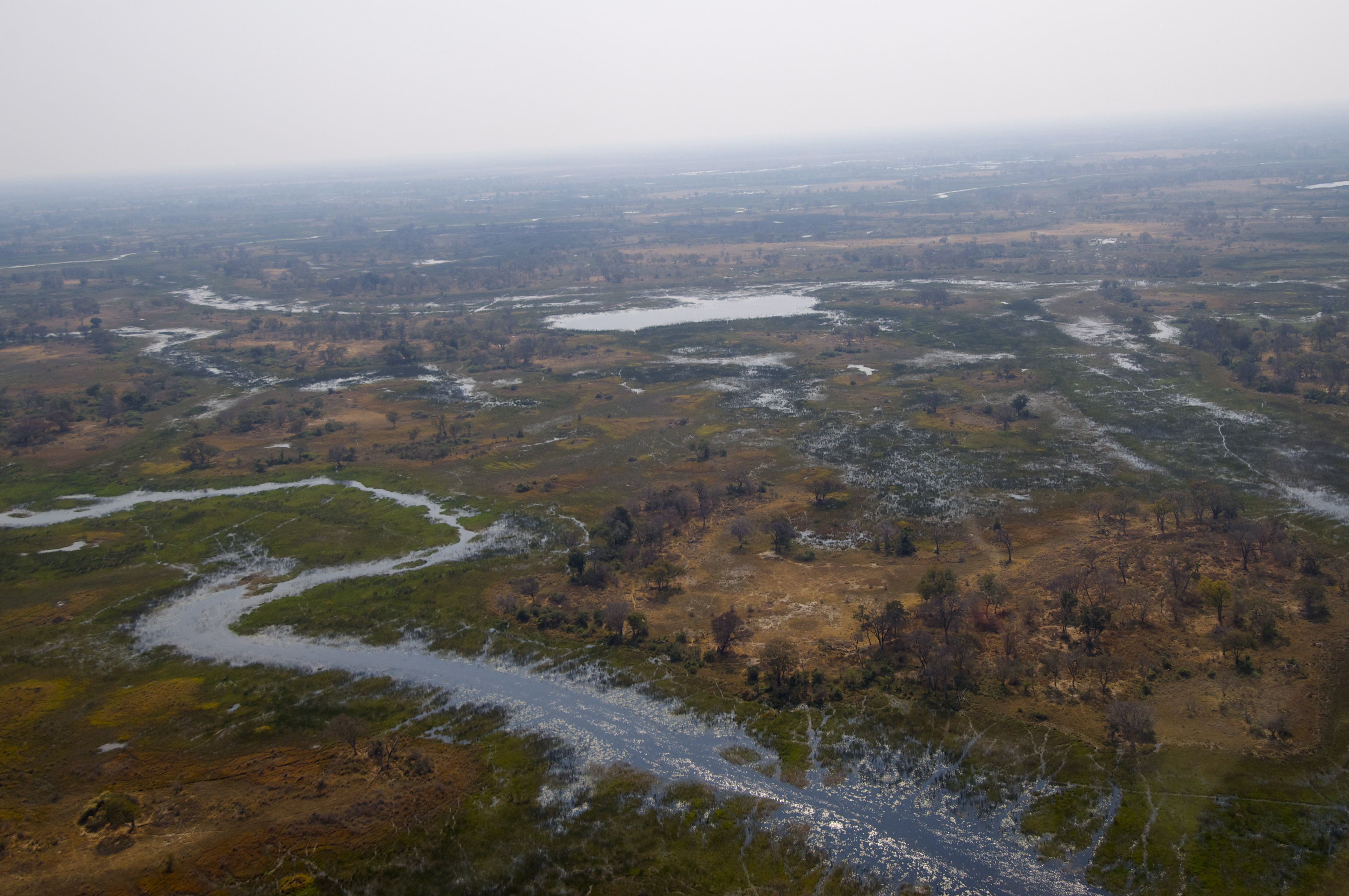
洪水退去時三角洲的鳥瞰圖

### 动物
奧卡萬戈三角洲是各種野生動物的永久和季節性棲息地，現在是一個受歡迎的旅遊景點。擁有獅子、獵豹、非洲水牛、非洲象和犀牛，其他物種包括長頸鹿、角馬、斑馬、河馬、羚羊、非洲野狗、斑點鬣狗、獰貓、藪貓、土豚、土狼、野兔、蜜獾、豪豬、疣豬、狒狒和尼羅鱷。三角洲還棲息著400多種鳥類，包括非洲魚鷹、非洲水雉、非洲琵鷺、地犀鳥和鴕鳥。主要的觀鳥區是季節性三角洲和靠近水的莫雷米禁獵區。奧卡萬戈三角洲是71種魚類的家園，包括虎魚、羅非魚和各種鯰魚。魚的大小範圍從1.4 m長的非洲尖齒鯰魚到僅有3.2 cm長的鐮刀倒鉤魚。

### 植物
奧卡萬戈三角洲是1068種植物的家園，分屬於134科530屬。多年生沼澤中有五個重要的植物群落：深水區的紙莎草，淺水區的芒草，蘆葦、Typha capensis（開普香蒲）和多枝扁莎在兩者之間生長。通常在多年生沼澤中發現的沼澤優勢物種也延伸到季節性淹沒區域。紙莎草、蘆葦在中等深度的緩慢流動的水中生長最好，並且在河道兩側很突出。在被淹沒的草原上方的島嶼和陸地邊緣發現了不同的植物群落。這些物種根據其對水的偏好進行定位，例如Philenoptera violacea（蘋果葉棠豆）需要很少的水，在多年生沼澤的最高海拔處發現，並且在乾燥的季節性沼澤島嶼上很常見，限制在多年生沼澤內島嶼的樹木是混合的棕櫚林。三角洲陸地的特點是草原和林地群落，由喬木、灌木和林下草本組成，基本上植被明顯比沼澤乾燥。雨季旱季分明的氣候是三角洲地區植物多樣性異常高的結果。
三角洲的植物在固沙方面扮演着关键角色。通常情况下，河流的堤岸（或天然堤）含有大量泥浆，这些泥浆与河流携带的泥沙结合，不断加高河岸。然而，奥卡万戈河清澈的水流含泥量极少，因此三角洲河流的负载物几乎全是沙子。植物如同胶水般捕捉住沙子，弥补了泥浆的缺乏，并在此过程中形成新的岛屿，让更多植物得以生根。
这一过程在线形岛屿（河道岛） 的形成中并不重要。这些岛屿狭长且常呈弯曲状，犹如蜿蜒的河流。这是因为它们实际上是被植物生长和沙粒沉积堵塞的古老河道的天然河堤。河道堵塞导致河流改道，古老的天然河堤就变成了岛屿。由于三角洲地势平坦，加上奥卡万戈河源源不断地将大量沙粒输入其中，三角洲的底部正在缓慢但持续地抬升。今日的河道，可能变成明日的岛屿；而新的河道又可能冲刷掉这些现有的岛屿。

### 威胁
奥卡万戈三角洲面臨人類活動的威脅。2021年4月的初步勘探揭示了沉積岩中的油藏，環保主義者擔心該項目將產生負面的生態影響，並且一些主要水體可能受到威脅。納米比亞政府已提出在贊比西地區建設水電站的計劃，這將在一定程度上調節奧卡萬戈河的流量，雖然支持者認為影響很小，但環保主義者認為該項目可能會破壞三角洲大部分豐富的動植物生命。由於全球變暖，預計奧卡萬戈集水區的年降雨量將減少，氣溫將升高。全球變暖的影響可能會導致奧卡萬戈三角洲的洪氾區範圍縮小，這將對該地區的水資源供應以及牲畜飼養和農業活動產生重大影響。

## 气候
三角洲茂密的植被并非湿润气候的产物；相反，它是干旱国家中的一片绿洲。这里的年平均降雨量为450毫米（18英寸）（约为其安哥拉集水区的三分之一），且大部分降雨集中在12月至次年3月之间，以猛烈的午后雷阵雨形式出现。
12月至次年2月是炎热潮湿的月份，白天气温可高达40°C（104°F），夜晚温暖，湿度在50%至80%之间波动。从3月到5月，气温有所下降，白天最高气温为30°C（86°F），夜晚温和至凉爽。雨水迅速消退，随后进入6月至8月的干冷冬季。此时白天气候温和宜人，但日落之后气温会大幅下降。三角洲的夜晚可能非常寒冷，气温仅略高于冰点，冬季有时甚至会见到霜冻。
9月至11月期间，随着干季滑向雨季，热浪和气压再度积聚。10月对游客来说是最具挑战性的月份：白天气温常常突破40°C（104°F），干燥的天气只会偶尔被突如其来的暴雨所打断。

## 居民
奥卡万戈三角洲的居民由五个族群组成，每个族群都有其独特的民族身份和语言：
汉布库舒人 (Hambukushu，亦称 Mbukushu, Bukushu, Bukusu, Mabukuschu, Ghuva, Haghuva)
德塞里库人 (Dceriku, 亦称 Dxeriku, Diriku, Gciriku, Gceriku, Giriku, Niriku)
瓦耶伊人 (Wayeyi, 亦称 Bayei, Bayeyi, Yei)
布加奎人 (Bugakhwe, 亦称 Kxoe, Khwe, Kwengo, Barakwena, G|anda)
阿尼奎人 (ǁanikhwe, 亦称 Gxanekwe, ǁtanekwe, 河滨布须曼人, 沼泽布须曼人, Gǁani, ǁani, Xanekwe)
传统生计方式：汉布库舒人、德塞里库人和瓦耶伊人传统上从事混合经济，包括种植小米/高粱、捕鱼、狩猎、采集野生植物食物以及畜牧业。布加奎人和阿尼奎人是桑人（San），传统上以捕鱼、狩猎和采集野生植物食物为生；布加奎人同时利用森林和河流资源，而阿尼奎人则主要依赖河流资源。

### 分布区域
汉布库舒人、德塞里库人和布加奎人也分布在安哥拉境内的奥卡万戈河沿岸以及纳米比亚的卡普里维地带（Caprivi Strip），少量汉布库舒人和布加奎人还生活在赞比亚。
在奥卡万戈三角洲内部，过去大约150年间，汉布库舒人、德塞里库人和布加奎人主要居住在三角洲东北部的“锅柄”地带（panhandle）和马圭加纳（Magwegqana）地区。
阿尼奎人则居住在“锅柄”地带、贯穿三角洲的博罗河（Boro River）沿岸地区，以及博泰蒂河（Boteti River）沿岸地区。
瓦耶伊人聚居在塞龙加（Seronga）周边地区以及三角洲南部莫恩（Maun）附近，少数瓦耶伊人 生活在他们据称的祖居地——卡普里维地带。
过去20年间，许多来自奥卡万戈各地的人们迁移到了莫恩。在20世纪60年代末70年代初，超过4000名来自安哥拉的汉布库舒难民被安置在西部“锅柄”地带埃察（Etsha）周边地区。
政治历史：自18世纪末期以来，奥卡万戈三角洲一直处于巴塔瓦纳人（Batawana，茨瓦纳族的一支）的政治控制之下。在象牙贸易蓬勃发展的19世纪50年代，由班瓜托（Bangwato）分支首领马蒂巴一世（Mathiba I）家族领导的巴塔瓦纳人确立了对三角洲的统治。然而，由于采采蝇（tsetse fly）对其牲畜构成的威胁，大多数巴塔瓦纳人传统上生活在三角洲的边缘地带。在采采蝇威胁暂时消退的大约40年期间（1896年至1930年代末），大多数巴塔瓦纳人曾生活在沼泽地区。自那以后，随着人口和牲畜数量的增长，三角洲边缘地带变得日益拥挤。

## 世界遗产
2014年的第38届世界遺産委員会上，奥卡万戈三角洲被列入世界遺産名录，登录面积2,023,590 ha，缓冲区面积2,286,630 ha。